# Manfred Buhr
Manfred Buhr (* 22. Februar 1927 in Kamenz; † 22. Oktober 2008 in Berlin) war ein deutscher  marxistischer Philosoph, Philosophiehistoriker und Leiter des Zentralinstituts für Philosophie bei der Akademie der Wissenschaften der DDR.

## Leben
Buhr erwarb zunächst eine kaufmännische Ausbildung an einer Handelsschule. Danach war er Mitglied des Reichsarbeitsdienstes. Am 1. Februar 1944 beantragte er in Kamenz die Aufnahme in die NSDAP und wurde zum 20. April desselben Jahres aufgenommen (Mitgliedsnummer 9.978.129). Danach wurde er zur Wehrmacht eingezogen. Buhr absolvierte nach dem Zweiten Weltkrieg eine Ausbildung zum Neulehrer. 1945 trat er in die KPD ein und wurde 1946 Mitglied der SED. 1947 nahm er an der Universität Leipzig ein Studium der Geschichtswissenschaft, Philosophie und Germanistik auf, das er 1952 erfolgreich abschloss. Als wissenschaftlicher Aspirant promovierte Buhr 1957 in Leipzig, wechselte dann als wissenschaftlicher Mitarbeiter zur Deutschen Akademie der Wissenschaften nach Ost-Berlin. An der Universität Greifswald habilitierte sich Manfred Buhr 1962 und wurde noch im selben Jahr stellvertretender Direktor des dortigen Instituts für Philosophie. 1965 wurde er Ordinarius für Philosophie an der Universität Greifswald.
Von 1970 bis 1990 leitete Buhr als Direktor, in Nachfolge von Georg Klaus, das Zentralinstitut für Philosophie der Akademie der Wissenschaften der DDR. 1990 wurde er infolge demokratischer Wahlen als Institutsdirektor abgelöst. Gemeinsam mit Klaus gab er 1964 in der DDR das Philosophische Wörterbuch heraus, das 1972 auch im westdeutschen Rowohlt Verlag erschien und insgesamt eine Auflage von rund 750.000 Stück erreichte.
Buhr betreute als Herausgeber die Reihe Zur Kritik der bürgerlichen Ideologie. Von 1971 bis 1986 gab diese Reihe 107 Hefte heraus. Die Herausgeberschaft Buhrs erfolgte unter Mitwirkung von Guy Besse, Andreas Gedö, M.T. Jowtschuk, Todor Pawlow, Vladimir Ruml und Robert Steigerwald. Viele Ausgaben erfuhren große nationale und internationale Beachtung, so u. a.: Wilhelm Raimund Beyer/Manfred Buhr: Die Sünden der Frankfurter Schule. Ein Beitrag zur Kritik der „Kritischen Theorie“. (Heft 10); Erich Hahn: Materialistische Dialektik und Klassenbewusstsein. (Heft 39); Karl-Heinz Röder/Wolfgang Weichelt: Das Dilemma des Antikommunismus in der Staatsfrage. (Heft 40); Manfred Buhr/Andreas Gedö: Über die historische Notwendigkeit des ideologischen Klassenkampfes. Von der bürgerlichen Philosophie zum Marxismus. (Heft 75); Vincent von Wroblewsky: Jean-Paul Sartre, Theorie und Praxis eines Engagements. (Heft 77).
Dieses Zentralinstitut befasste sich aber auch mit Wissenschaftsphilosophie in dem von Herbert Hörz geleiteten Bereich Philosophische Fragen der Wissenschaftsentwicklung.
Buhr war seit 1971 ordentliches Mitglied der Akademie der Wissenschaften der DDR und auswärtiges Mitglied der Akademie der Wissenschaften der UdSSR.

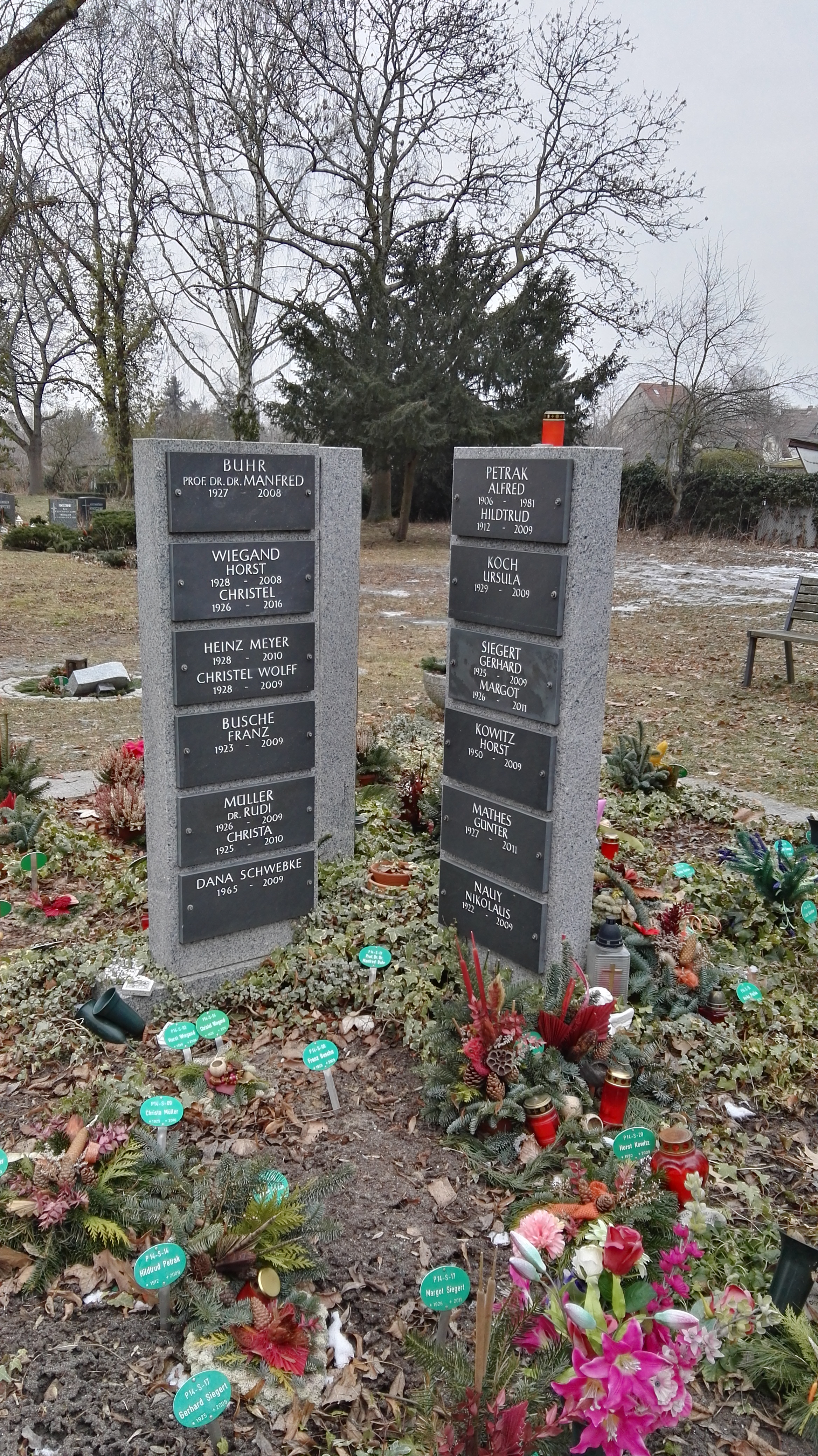
Grabstätte

Buhr gehörte zu den exponierten Vertretern des Marxismus-Leninismus und wirkte an der institutionellen Ausgrenzung abweichender Strömungen im Marxismus mit, wie z. B. der „Hoffnungsphilosophie“ von Ernst Bloch, dessen Assistent er von 1952 bis 1957 gewesen war. Seit 1965 war er bei der DDR-Staatssicherheit als Inoffizieller Mitarbeiter „Rehbein“ registriert. 1971 wurde er Vorsitzender des „Wissenschaftlichen Rates für Grundfragen des ideologischen Kampfes zwischen Sozialismus und Imperialismus“ und kontrollierte in dieser Funktion die Westreisen der Philosophen der DDR. 1981 war er beteiligt an der Maßregelung der Philosophen um Peter Ruben und Camilla Warnke. Weiterhin stellte er sich gegen den Aufbau einer Abteilung für Soziologie unter Hansgünter Meyer am Zentralinstitut für Philosophie.
Er ist auf dem Friedhof IV der St. Hedwigsgemeinde und Friedhof der St. Piusgemeinde in Berlin-Alt-Hohenschönhausen bestattet.

## Schriften
- Der Übergang von Fichte zu Hegel, 1965
- Immanuel Kant, 1968
- Größe und Grenzen der Philosophie Immanuel Kants, 1974
- Zur Philosophie von Gottfried Wilhelm Leibniz, Spektrum 7–8/1975, Seite 34 ff.
- Vernunft – Mensch – Geschichte, 1977
- Vernünftige Geschichte, 1986
- Eingriffe – Stellungnahmen – Äußerungen. Zur Geschichte und gesellschaftlichen Funktion von Philosophie und Wissenschaft, 1987
- (Hrsg.) Europa und die geistige Situation der Zeit. Beiträge zum geistigen europäischen Erbe, 2000

## Auszeichnungen
- 1969 – Friedrich-Engels-Preis
- 1973 – Nationalpreis der DDR III. Klasse
- 1977 – Vaterländischer Verdienstorden in Bronze
- 1991 – Ehrenpromotion der Universität Oulu (Finnland)

## Belege
1. ↑  Arnold Schölzel: Realisierbare Vernunft: Der Philosoph Manfred Buhr ist gestorben. In: Junge Welt vom 23. Oktober 2008, online.
2. ↑  Bundesarchiv R 9361-IX KARTEI/5111044
3. ↑  Olaf Kappelt: Braunbuch DDR. Berlin, 2. Auflage, 2009
4. ↑  Alexander Dill: Weise erdenken neue Gedanken, Narren verbreiten sie. Die Zeit, 11. September 1992
5. ↑  Nach Kurt Lenk, Ernst Bloch und der SED-Revisionismus, legte er dabei die „ihrem Gehalt nach anspruchsvollste Blochkritik von seiten der DDR-Philosophie“ vor.
6. ↑  Jan Wielgohs: Buhr, Manfred. In: Wer war wer in der DDR? 5. Ausgabe. Band 1. Ch. Links, Berlin 2010, ISBN 978-3-86153-561-4.

| Personendaten    | Personendaten                     |
| ---------------- | --------------------------------- |
| NAME             | Buhr, Manfred                     |
| KURZBESCHREIBUNG | deutscher marxistischer Philosoph |
| GEBURTSDATUM     | 22. Februar 1927                  |
| GEBURTSORT       | Kamenz                            |
| STERBEDATUM      | 22. Oktober 2008                  |
| STERBEORT        | Berlin                            |